# Пери, Якопо
Я́копо Пе́ри (итал. Jacopo Peri; 20 августа 1561, Рим или Флоренция — 12 августа 1633, Флоренция) — итальянский композитор и певец, член Флорентийской камераты, автор произведения, которое считается первой оперой («Дафна», около 1597; не сохранилась), и старейшей сохранившейся оперы «Эвридика» (1600).
Пери учился музыке у Кристофано Мальвецци во Флоренции. Работал певцом и органистом в местных церквях. Впоследствии служил при дворе Медичи, сначала певцом (тенор), позже придворным композитором. Его первыми сочинениями стала музыка для пьес и мадригалов.
В 1590-х гг. Пери познакомился с Якопо Корси, главным покровителем музыки во Флоренции. Вместе они признавали, что современное искусство уступает классическим сочинениям греческой и римской культуры. Они решили попробовать воссоздать греческую трагедию, как они её понимали. Их работа продолжила работу Флорентийской камераты предыдущего десятилетия. Они экспериментировали с «монодией», что привело к появлению арии и речитатива. Пери и Корси пригласили поэта Оттавио Ринуччини написать либретто. Их совместное творение «Дафна» традиционно признают первой оперой (поставлена во время карнавала 1597—1598 годов в Венеции).
Ринуччини и Пери вместе работали и над следующей оперой, «Эвридикой», премьера которой состоялась во флорентийском Палаццо Питти 6 октября 1600 года. В сочинении использован речитатив, который вместе с ариями и хорами служили развитию действия.
Впоследствии Пери написал (в том числе в сотрудничестве с флорентийским композитором Марко да Гальяно) ещё 5 опер, а также сочинения в других жанрах, приуроченные к разным событиям придворной жизни. Несмотря на то, что на момент смерти композитора его оперный стиль выглядел довольно старомодным в сравнении с работами младшего поколения композиторов (например, Клаудио Монтеверди), влияние творчества Пери на становление жанра оперы несомненно.